# Philip Kerr
Philip Kerr (Edimburgo, Escocia; 22 de febrero de 1956 – Londres, Inglaterra; 23 de marzo de 2018) fue un escritor británico autor entre otras novelas de la serie de Bernie Gunther.

## Biografía
Estudió en la Universidad de Birmingham y obtuvo un máster en leyes en 1980; trabajó como redactor publicitario para varias compañías, entre ellas Saatchi & Saatchi, antes de consagrarse definitivamente a la escritura en 1989 con Violetas de marzo [March Violets], obra con la que inició una trilogía de thrillers históricos ambientados en la Alemania nazi conocida como Trilogía berlinesa —o Berlin Noir— (1989-1991), protagonizada por el detective alemán Bernhard «Bernie» Gunther. Trilogía que retomó en 2006 añadiendo once novelas a la serie.
El resto de su obra suele ser novela negra o policíaca, y se ambienta en distintas épocas, incluso futuras, como por ejemplo Una investigación filosófica [A Philosophical Investigation].
En 2009 obtuvo en España el III Premio RBA de Novela Policiaca, el de mayor dotación de su especialidad —125 000 euros—, por Si los muertos no resucitan [If the Dead Rise Not], cuya historia transcurre en un Berlín en pleno apogeo del nazismo, poco antes de las Olimpiadas y la II Guerra Mundial. Este título forma parte de la «serie Bernie Gunther».
También ha escrito hasta la fecha tres novelas ambientadas en el mundo del fútbol. Su protagonista, Scott Manson, es el segundo entrenador del London City —equipo ficticio de la liga inglesa— y debe resolver los problemas que se presentan en su club, tanto deportivos como extradeportivos. En ellas refleja con detalle los entresijos de la vida diaria en un club de fútbol. El dinero que mueve, la lucha de egos entre jugadores, el racismo de algunos aficionados y la homofobia que reina en ese ambiente son los ejes de las novelas hasta ahora escritas en esta serie.
Además de escribir para The Sunday Times, London Evening Standard y New Statesman, ha publicado novelas orientadas al público juveniles, firmadas bajo el nombre de P. B. Kerr, en la serie Los hijos de la lámpara [Children of the Lamp], como El enigma de Akenatón, La Djinn Azul de Babilonia o La cobra rey de Katmandú.

### Vida personal
Vivió en Londres con su mujer, la escritora británica Jane Thynne (1961), y sus tres hijos, William, Charlie y Naomi.
Falleció el 23 de marzo de 2018 tras varios años de lucha contra el cáncer.

## Obras
En negrita las obras publicadas en español.

### Novelas

#### Serie deBernie Gunther
"Trilogía berlinesa" o "Berlin Noir" (1989-1991):
- 1. Violetas de marzo (March Violets, 1989), ambientada en Berlín en 1936, RBA Serie Negra.
- 2. Pálido criminal (The Pale Criminal, 1990), ambientada en Berlín en 1938, RBA Serie Negra.
- 3. Réquiem alemán (A German Requiem, 1991), ambientada en Berlín y Viena en 1947-48, RBA Serie Negra.

Novelas de "Bernie Gunther" (2006-2018):
- 4. Unos por otros (The One From the Other, 2006), ambientada en Múnich en 1949, RBA Serie Negra.
- 5. Una llama misteriosa (A Quiet Flame, 2008), ambientada en Buenos Aires en 1950, RBA Serie Negra.
- 6. Si los muertos no resucitan (If The Dead Rise Not, 2009), ambientada en Berlín en 1934 y en La Habana en 1954, RBA Serie Negra, Premio RBA de Novela Policiaca y Premio Barry a la mejor novela británica.
- 7. Gris de campaña (Field Grey, 2010), ambientada en La Habana en 1954, con flashbacks en Berlín 20 años antes, RBA Serie Negra.
- 8. Praga mortal (Prague Fatale, 2011), ambientada en Berlín y Praga en 1941, RBA Serie Negra.
- 9. Un hombre sin aliento (A Man Without Breath, 2011), ambientada en la Oficina de Crímenes de Guerra de la Wehrmacht en 1943, RBA Serie Negra.[5]
- 10. La dama de Zagreb (The Lady from Zagreb, 2015), ambientada en Berlín, Croacia y Suiza en 1942, RBA Serie Negra.
- 11. El otro lado del silencio (The Other Side of Silence, 2016), ambientada en la Riviera Francesa, en 1956, RBA Serie Negra.
- 12. Azul de Prusia (Prussian Blue) (2017), ambientada en la Baviera en 1939, y algunas escenas en la Riviera Francesa en 1956, RBA.
- 13. Laberinto griego (Greeks Bearing Gifts) (2018), ambientada en Múnich y Atenas en 1957, RBA Serie Negra.
- 14. Metrópolis (Metropolis) (2019), ambientada en Berlín en 1928, RBA.

#### Serie Scott Manson
- 1. Mercado de invierno (January Window, 2014), ambientada en Londres, RBA Libros.
- 2. La mano de Dios (Hand of God, 2015), ambientada en Atenas, RBA Libros.
- 3. Falso nueve (False Nine, 2015), ambientada en Barcelona y el Caribe, RBA Libros.

#### Novelas independientes
- Una investigación filosófica (A Philosophical Investigation, 1992), Anagrama.
- Carga mortal (Dead Meat, 1993), ed. Planeta.
- El infierno digital (Gridiron, vt US The Grid, 1995), Anagrama.
- Esaú (Esau, 1996), ed. Planeta.
- Plan quinquenal (A Five Year Plan, 1997), Grijalbo.
- El segundo ángel (The Second Angel, 1998), Grijalbo.
- A tiro (The Shot, 1999), ed. DeBolsillo.
- Materia oscura (Dark Matter: The Private Life of Sir Isaac Newton, 2002), Salamandra, 2020.
- Hitler's Peace (2005)
- Plegarias (Prayer, 2013), RBA Serie Negra, 2020.
- The Winter Horses (2014)
- El arte del crimen (Research, 2014), RBA, 2020.

### No ficción
- The Penguin Book of Lies (1991)
- The Penguin Book of Fights, Feuds and Heartfelt Hatreds: An Anthology of Antipathy (1992)
- La Gestapo. La historia del servicio secreto alemán. Gestapo: the History of the German Secret. (2007). Edimat.

### Novelas juveniles (publicadas como P. B. Kerr)

#### Serie "Los hijos de la lámpara" (Children of the Lamp)
- El enigma de Akenatón (The Akhenhaten Adventure, 2004), Alfaguara juvenil.
- La Djinn Azul de Babilonia (The Blue Djinn of Babylon, 2005), Alfaguara juvenil.
- La cobra rey de Katmandú (The Cobra King of Kathmandu, 2006), Alfaguara juvenil.
- The Day of the Djinn Warriors (2007)
- The Eye of the Forest (2009)
- The Five Fakirs of Faizabad (2010)
- The Grave Robbers of Genghis Khan (2011)

#### Otras novelas
- One Small Step (2008)
- The Most Frightening Story Ever Told (2016)
- Frederick the Great Detektive (2017)